# 灰頭翡翠
灰頭翡翠（學名：Halcyon leucocephala）是翠鳥科翡翠屬的鳥類，廣泛分布於非洲維德角的西北海岸到茅利塔尼亞、塞內加爾和甘比亞，東至衣索比亞、索馬利亞及阿拉伯半島南部，南至南非。灰頭翡翠以昆蟲為食，身長約20公分，有著銀灰色的頭、頸和胸以及特別的栗色腹部。主發翔羽為黑色，次發翔羽為鈷藍色，筆直、匕首狀的鳥喙為橘紅色。兩性外觀相似，幼鳥則趨於黯淡，有較黑的鳥喙及深色條紋跨越胸部。

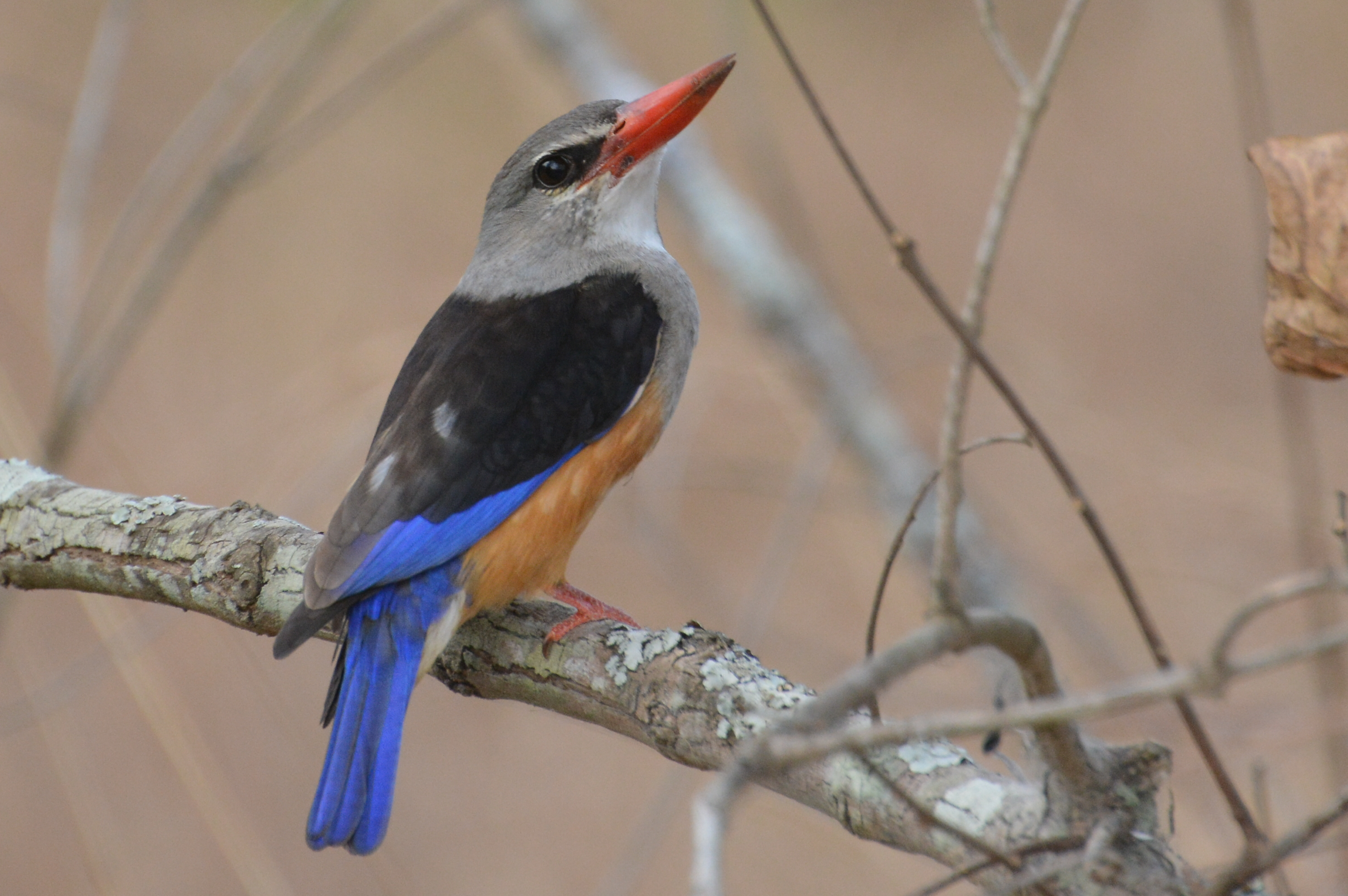
灰頭翡翠，於盧安達阿卡蓋拉國家公園

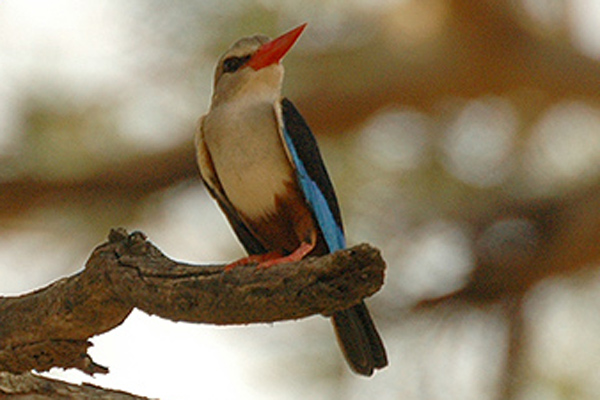
攝於烏干達默奇森瀑布國家公園

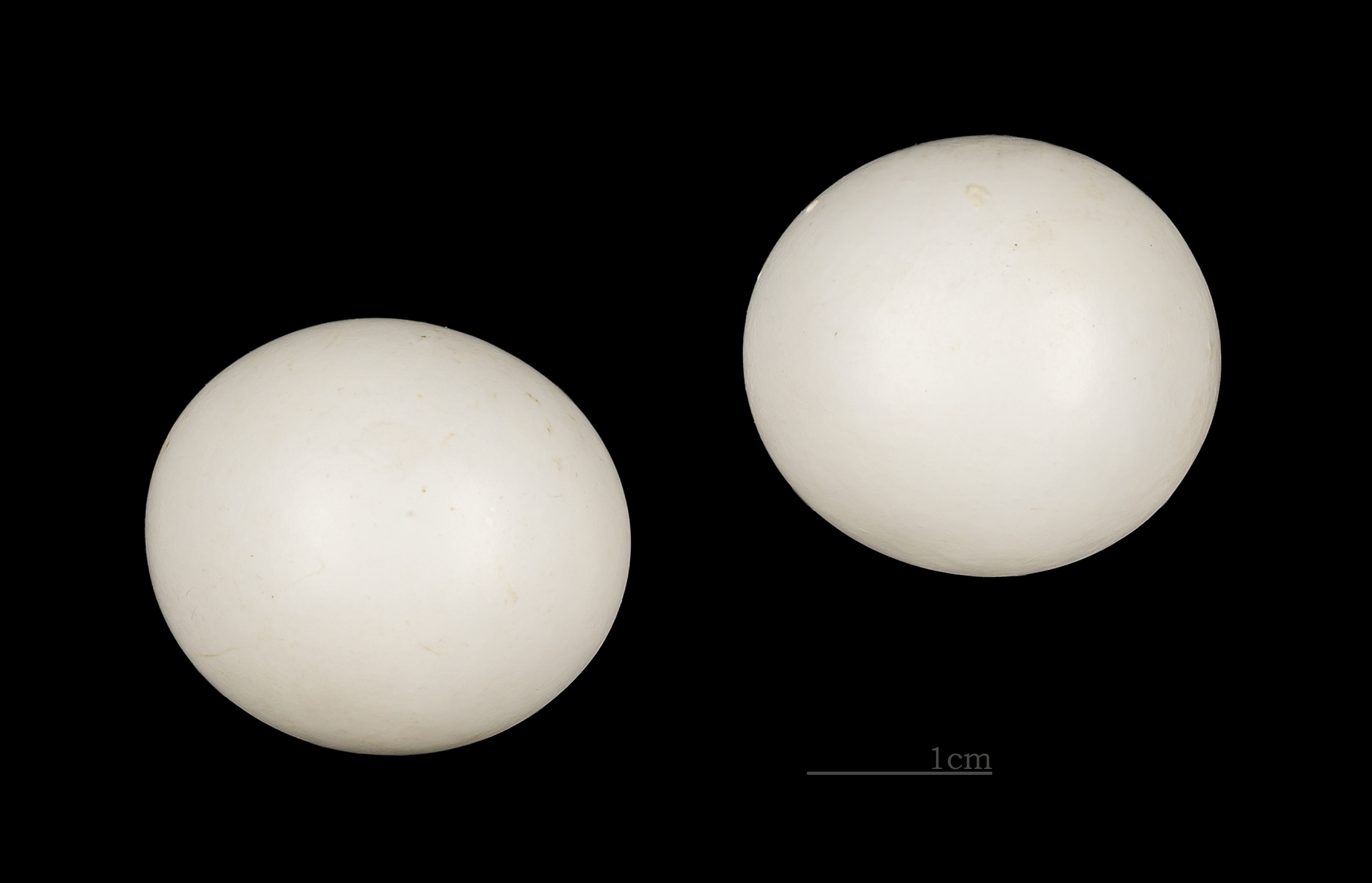
灰頭翡翠的鳥蛋